# Doddahejjur, Hunsur
Doddahejjur là một làng thuộc tehsil Hunsur, huyện Mysore, bang Karnataka, Ấn Độ.